# Waltraut Borchmann
Waltraut Ida Cornelia Borchmann (* 16. August 1951 in Berlin) ist eine deutsche Schauspielerin.

## Leben
Die Theaterschauspielerin war u. a. in Detmold engagiert und arbeitete auch als Hörfunk-Sprecherin. Ihr Filmdebüt gab sie 1994 in Asphaltflimmern als Warden. Es folgten neben der Sieglinde in Peter Gersinas Kinofilm Vienna (2002) vor allem TV-Rollen. So spielte sie in Michael Verhoevens WG-Komödie Zimmer mit Frühstück die Nachbarin Senta Bergers und hatte Gastrollen in Serien wie Der Bulle von Tölz, Kriminaltango, Marienhof und Um Himmels Willen, wo sie sich an der Seite Jutta Speidels als Opfer eines Heiratsschwindlers einsetzte. Sie ist seit 1994 am Münchner Kindertheater engagiert.